# Fabius Lorenzi
Fabius Lorenzi (Alberto Fabio « Fabius  » Lorenzi), né à Florence en Italie en 1880 et mort en 1964, est un peintre et un illustrateur humoriste italien.

## Biographie
Fabius Lorenzi naît à Florence en 1880. Il travaille en Italie et en France en tant qu'illustrateur humoriste. Ses dessins paraissent notamment dans les magazines La Vie parisienne, Fantasio et La Baïonnette. Il illustre plusieurs livres de Félicien Champsaur. Parmi eux, en 1912, il co-illustre avec Raphael Kirchner, sous le pseudonyme de Haru Kawa, le livre érotique Poupée japonaise. 
À partir de 1930, il se dédie à la peinture réaliste. Son style Art déco se caractérise par la représentation de jeunes femmes raffinées devenant adepte du style pin-up.
Il meurt en 1964 et repose au cimetière parisien de Bagneux.

## Œuvres principales
- 1921 : gravures illustrant une réédition du roman Les Centaures d'André Lichtenberger, éd. Baudinière.
- 1924 : illustration de couverture pour le roman Homo deus de Félicien Champsaur, éd. Ferenczi et fils.
- 1926 : illustration pour le roman La Caravane en folie de Félicien Champsaur, éd. E. Fasquelle.